# 卓球少女 -閃光のかなたへ-
『卓球少女 -閃光のかなたへ-』（たっきゅうしょうじょ せんこうのかなたへ、中国語: 白色闪电 Pingpong！）は、画枚動画が制作し、佳菲が監督を務めた中国のアニメ作品。 原作は、アニメスタジオ「画枚動画」初のオリジナルアニメーション企画「白色閃電」。 中国では2024年7月20日から8月17日まで、bilibiliとテンセントビデオにて配信された。日本では全3話分のエピソードを1本にまとめて再編集した劇場版が2025年5月16日に公開された。
画枚動画（杭州画枚動画設計有限公司）は2019年に浙江省杭州市で設立されたアニメスタジオで、本作が初のオリジナルアニメーション企画となる。

## あらすじ
プロ入りがかかった大会で敗北し失意に落ちたジャン・ルオイはそれ以来、卓球から遠ざかっていた。ルオイは実家から離れた杭州の高校に入学。文武両道でクールなワン・ルー、卓球が大好きなリ・シントン、マイペースで問題児のディン・シャオらと出会う。

## 登場人物
声優は中国語版 / 日本語版。
張若怡（ジャン・ルオイ、簡体字中国語: 张若饴）
声 - 叶知秋 / 夏川椎菜
本作の主人公。
王麓（ワン・ルー、簡体字中国語: 王麓）
声 - 閻麼麼 / 雨宮天
李新桐（リ・シントン、簡体字中国語: 李新桐）
声 - 沈念如 / 麻倉もも
丁暁（ディン・シャオ、簡体字中国語: 丁晓）
声 - 姜英俊 / 戸松遥
趙思晴（ジャオ・スーチン、赵思晴）
声 -  / 津田美波
啓明高校卓球部部長、2年生。
劉昶（リウ・チャン、刘昶）
声 -  / 野田てつろう
啓明高校卓球部コーチ。
龍芍（ロン・シャオ、龙芍）
声 -  / 和泉風花
臨江実験高校1年生。
陳寧寧（チェン・ニンニン、陈宁宁）
声 -  / 石見舞菜香
臨江実験高校卓球部部長、2年生。

## スタッフ
- 原作 - 画枚動画[2]
- 監督 - 佳菲[2]
- プロデューサー - 賈雪雯[2]
- 脚本 - 渣克[2]、LAX[2]、佳菲[2]
- キャラクター設定 - 羅芸蓓[2]、煎餅果子[2]
- 演出 - 黄元哲[2]
- 作画監督 - 張志浩[2]、梁博雅[2]
- アクション作監 - 胡博[2]、SMDK[2]
- 美術監督 - 濃眉超人[2]、宋廷静[2]
- 撮影監督 - 梁博文[2]
- 音響監督 - 郭川[2]
- 音楽 - 厳世濤[2]、薛振華[2]
- アニメーション制作 - 杭州画枚動画設計有限公司[2]
- 日本語吹替版
  - 音響監督 - 横田知加子[2]
  - 音響制作 - グロービジョン[2]
  - 配給 - アニプレックス[2]
  - 協力 - 面白映画[2]

## 主題歌
中国語原版
「闪耀吧」
徐夢浩によるオープニングテーマ。作詞は啓明動漫社とFasi法西、作曲はFasi法西とHoodland卡特、編曲はHoodland卡特。
「不褪色的梦」
犬舍楽隊の歌・作詞・編曲による第1話から第5話までのエンディングテーマ。作詞は陳楽一。
「唱给你的歌」
叶知秋・閻麼麼・沈念如・姜英俊による第6話特別版エンディングテーマ。作詞は騰雲駕霧琉璃仙と啓明動漫社、作曲・編曲は蒼小天。
日本語吹替版
「アストライド」
TrySailによる日本語版オープニングテーマ。
「色褪せない夢（不褪色的梦 Japanese Ver.）」
陳楽一（陈乐一 / Loger）による日本語版エンディングテーマ。